# Derde boek van Henoch
Het derde boek van Henoch (3 Henoch) of het Boek der Hemelse Paleizen is een tekst die behoort tot de Hechalot-literatuur, een verzamelnaam voor de vroegste joodse, mystieke literatuur. Heschalot heeft de betekenis van paleizen en heeft betrekking op de hemelse paleizen in de zeven hemelen waarnaar een joodse mysticus kon opstijgen om die te aanschouwen. Die vorm van mystiek wordt  merkavah-mystiek  genoemd, naar het Hebreeuwse woord  merkavah  dat de betekenis van  troonwagen heeft. Het boek wordt ook wel benoemd als  Het boek van de paleizen of   De openbaring van Metatron. 
In Genesis 5:24 wordt vermeld dat Henoch in nauwe verbondenheid met God wandelde en op de leeftijd van 365 jaar door God werd opgenomen. Die zin heeft in de joodse literatuur tot een groot aantal speculaties geleid. 
3 Henoch is geschreven in het Hebreeuws. De tekst berust duidelijk op meerdere oudere fragmenten die al uit de eerste eeuwen van de jaartelling kunnen dateren, maar waarvan de eindredactie omstreeks 600 moet hebben plaatsgevonden. In 3 Henoch wordt voor een deel voortgebouwd op speculaties die al eerder in het oudere Eerste boek van Henoch en het Tweede boek van Henoch vermeld staan. 
Er zijn aanzienlijke verschillen tussen de drie boeken, maar er is een ook wel een gemeenschappelijk element te herkennen. Na zijn opneming in de hemel krijgt Henoch in de traditie van de drie boeken een steeds meer verheven plaats. In 3 Henoch is Henoch uitgegroeid tot een  goddelijke gestalte, de Metatron, die als plaatsvervanger en zaakwaarnemer van God ook de hemel en de aarde kan besturen. Hij krijgt ook de naam  de kleine Jahwe. In de rabbijnse literatuur was  om die reden  sprake van een negatieve benadering van de traditie van Henoch, omdat dit niet in overeenstemming geacht werd te zijn met het monotheïsme. 
3 Henoch is een pseudepigrafisch werk, dat wordt toegeschreven aan rabbi Jisjmaëel (90-135).  De rabbi was de grondlegger van de dertien interpretatieregels met behulp waarvan uit het geschreven woord van de Thora de door traditie overgeleverde wet kan worden afgeleid. In 3 Henoch stijgt de rabbi op naar de zevende hemel en ontmoet daar Metatron, die de getransformeerde Enoch blijkt te zijn. In de tekst wordt sterk de nadruk gelegd op de goddelijke alwetendheid van Metatron. Deze treedt ook op als boodschapper van openbaringen waardoor een mysticus daar kennis van kan nemen. In een aantal tekstdelen is een duidelijke parallel met Jezus te herkennen als Metatron openbaart dat hij oorspronkelijk een aardse man was die nu naast God de belangrijkste zijnsvorm is.  
Een Latijnse vertaling van 3 Henoch vond  in de tijd van de renaissance ingang in de christelijke kabbala.

## Nederlandse vertaling
- Het Boek der Hemelse Paleizen (3 Henoch). Een joods mystiek geschrift uit de late oudheid, vert. P.W. van der Horst, 1999. ISBN 9789043500210